# Сексторжн
Сексторжн је конкретизацијa груминга и сексуална експлоатација тако добијених садржаја претњом компромитације откривањем фотографија и порука, уколико жртва не поступи по захтевима. Физичком конкретизацијом претходног експлоататорског односа између насилника и жртве насилник реализује састанком и сексуалним искоришћавањем које ће се највјероватније окончати креирањем педофилског и порнографског материјала или сексуалним односом. Тим активностима дете је суптилним начином увучено у компромитујућу комуникацију, преко које се продукују уцењивачке активности, а то је физички сусрет насилника и жртве.

## Историја
Прва употреба термина је почела у калифорнијској штампи 1950-тих  у чланку у Стампа Сера.
Од почетка 2009. године, Институт за одговорну онлајн комуникацију и комуникацију путем мобилног телефона почео је да упозорава кориснике на тренд „сексторжинга“ путем догађаја и наменских веб страница, укључујући и креирање интернет домен „www.sextortion.org“. Овај феномен који је нарастао заједно са ширењем „секстинга“, у којем се експлицитне слике и видео снимци деле од једне особе до друге без икаквог стварног разумевања краткорочних и дугорочних последица дељења „приватног“ садржаја на дигиталним алатима дизајнираним за поновно дељење.
У 2009. години, Међународно удружење жена судија (ИАВЈ) у сарадњи са владом Холандије, покренуло је трогодишњи програм под називом „Заустављање злоупотребе моћи, сексуалног злостављања и сексуалне злопорабе“. С тим у вези, организовани су састанци и презентације о сексуалном изнуђивању за судије које присуствују двогодишњим глобалним конференцијама ИАВЈ 2010. и 2012. и за невладине организације које су учествовале на конференцијама Комисије Уједињених нација о положају жена 2011. и 2012. године. 
Постоје и научне студије које описују феноменологију и распрострањеност сексуалног изнуђивања у Европи , попут оне спроведене у Чешкој 2017.  Чак и у Кини постоје случајеви изнуде, у контексту универзитетских кредита који се дају студентима. 
Канадски центар за заштиту деце 2022. године забележио је  утростручење случајева у односу на претходне године и значајан пораст мушких жртава у поређењу са женским жртвама, које су у почетку биле у већини. 